# Adelaide Kane

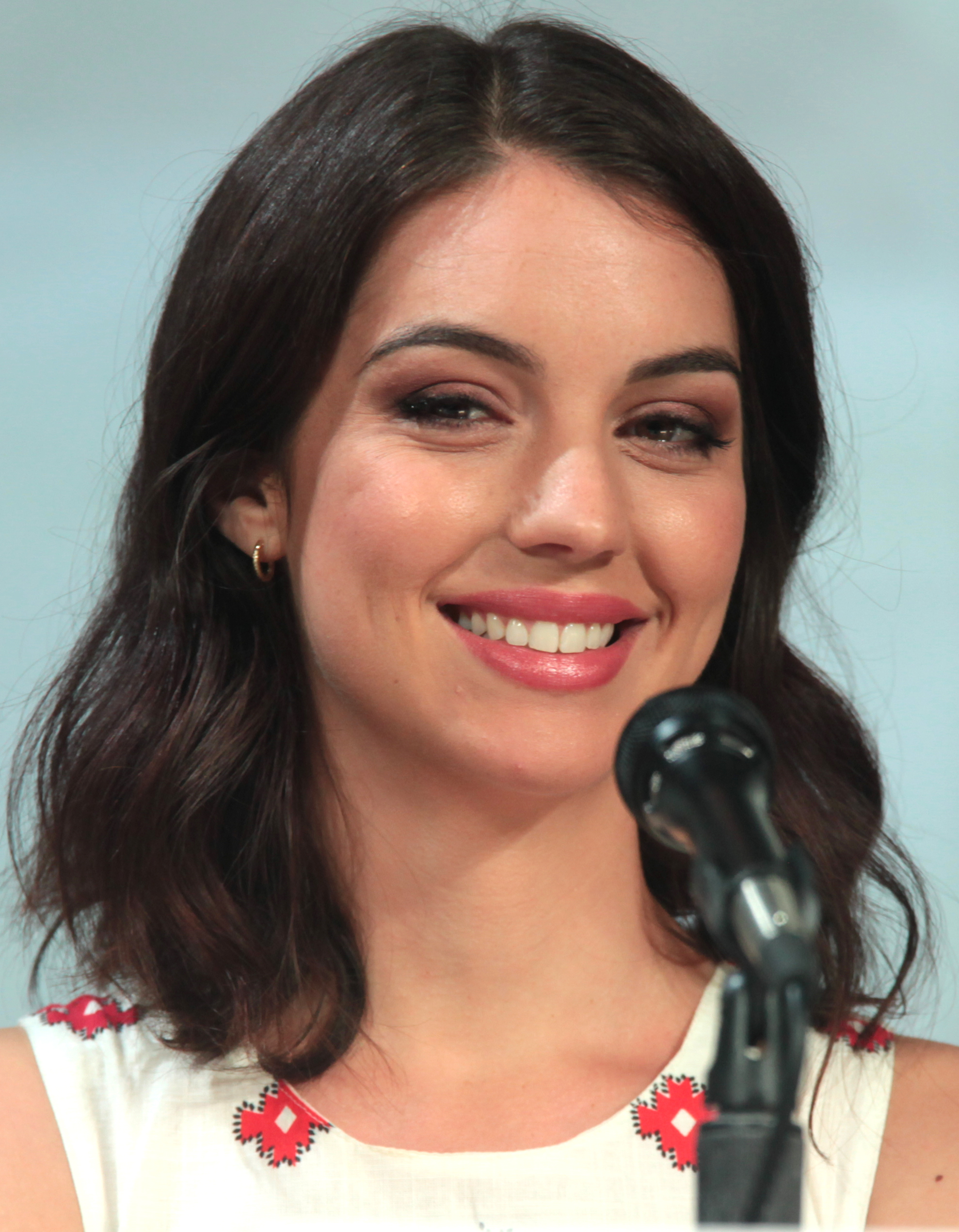
Adelaide Kane (2014)

Adelaide Victoria Kane (* 9. August 1990 in Claremont, Perth, Western Australia) ist eine australische Schauspielerin.

## Werdegang
Kane wurde in Claremont, Western Australia geboren. Sie schauspielert, seit sie sechs Jahre alt ist. Ende 2006 nahm sie an einem Wettbewerb des Dolly-Magazin teil, in dem eine Nebenrolle in der australischen Seifenoper Nachbarn verlost wurde. Sie gewann den Wettbewerb und war in der Serie als Lolly Allen von Januar bis Juni 2007 zu sehen. Für diese Rolle zog sie zusammen mit ihrer Mutter nach Melbourne. Von März bis Dezember 2009 war sie als Tenaya in der 17. Staffel des Power-Rangers-Franchise, Power Rangers RPM, zu sehen. In dem Fernsehfilm Secrets of the Mountain des Fernsehsenders NBC verkörperte sie die Rolle der Jade Ann James. Zwischen 2011 und 2013 war sie in Filmen wie Goats, After the Fall und The Devil’s Rapture zu sehen.
In der dritten Staffel der MTV-Fernsehserie Teen Wolf verkörperte sie die Nebenrolle der Cora. Im Februar 2013 erhielt sie die Hauptrolle der Maria I., Königin von Schottland in der The-CW-Dramaserie Reign. 2014 stand sie neben Jennifer Carpenter, Rufus Sewell und Alycia Debnam-Carey im Thriller The Devil’s Hand vor der Kamera.

## Privatleben
Zwischen 2014 und 2016 war Kane in einer Beziehung mit ihrem Reign-Co-Star Sean Teale. Im Februar 2021 outete sich Kane als bisexuell und war ab  April 2021 in einer Beziehung mit dem niederländischen Model Marthe Woertman. Die Beziehung endete 2022.

## Filmografie (Auswahl)
- 2007: Nachbarn (Neighbours, Seifenoper, 46 Episoden)
- 2009: Power Rangers RPM (Fernsehserie, 32 Episoden)
- 2010: Secrets of the Mountain (Fernsehfilm)
- 2011: Pretty Tough (Fernsehserie)
- 2011: Donner Pass
- 2012: Goats
- 2012: Cannibal Rising
- 2013: The Purge – Die Säuberung (The Purge)
- 2013: Teen Wolf (Fernsehserie, 12 Episoden)
- 2013: Louder Than Words
- 2013: A Letter Home (Kurzfilm)
- 2013–2017: Reign (Fernsehserie, 78 Episoden)
- 2014: Blood Punch
- 2014: The Devil’s Hand
- 2016–2018: Dragons – Race to the Edge (Fernsehserie, 11 Episoden, Stimme)
- 2017: Can’t Buy My Love (Fernsehfilm)
- 2017–2018: Once Upon a Time – Es war einmal … (Once Upon a Time, Fernsehserie, 13 Episoden)
- 2018: A Midnight Kiss (Fernsehfilm)
- 2018: Beziehungsweise (Acquainted)
- 2019: Into the Dark (Fernsehserie, Episode 2x01)
- 2019: A Sweet Christmas Romance (Fernsehfilm)
- 2019–2020: SEAL Team (Fernsehserie, 10 Episoden)
- 2020: The Swing of Things
- 2020: This Is Us – Das ist Leben (This Is Us, Fernsehserie, Episode 4x18)
- 2021: Cosmic Sin – Invasion im All (Cosmic Sin)
- seit 2022: Grey’s Anatomy (Fernsehserie)
- 2023: Star Trek: Strange New Worlds (Fernsehserie, Episode 2x03)
- 2023: Outrage